# Esbjörn Svensson

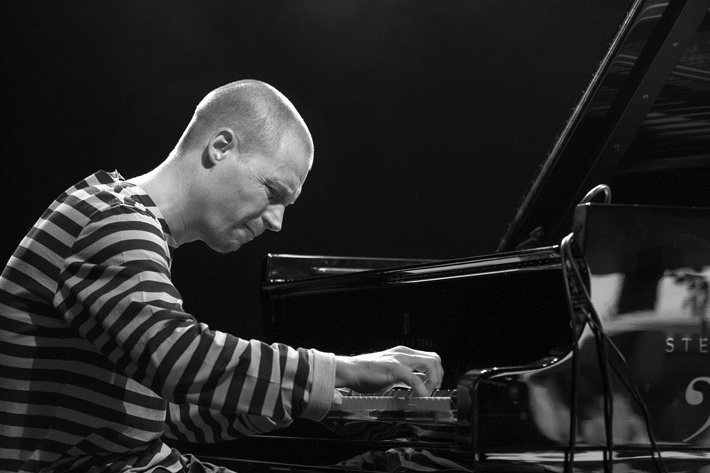
El pianista Esbjörn Svensson.

Esbjörn Svensson (16 de abril de 1964-14 de junio de 2008) fue un pianista de jazz y fundador del grupo de jazz Esbjörn Svensson Trio, más conocidos como E.S.T. Este grupo musical sueco se fundó en 1993 y estuvo formado, además de por el líder y pianista Esbjörn Svensson, por Dan Berglund (bajo) y Magnus Öström (batería). E.S.T. fueron conocidos por su innovador estilo y han tenido un gran reconocimiento mundial, tanto entre la crítica y expertos como de ventas. El 14 de junio de 2008 falleció, a la edad de 44 años, el pianista Esbjörn Svensson, que dio nombre al grupo, debido a un accidente mientras practicaba el buceo en un lago de Ingarö, a las afueras de Estocolmo.

## Discografía selecta
Casi todas sus grabaciones están en el sello ACT.
- When Everyone Has Gone (1993) Dragon Records
- E.S.T. Live '95 (1995, released in Sweden as Mr. & Mrs. Handkerchief) Prophone Records ACT Music + Vision
- Esbjörn Svensson Trio Plays Monk (1996) Superstudio GUL
- Winter in Venice (1997) Superstudio GUL [ACT?]
- From Gagarin's Point of View (1999) Superstudio GUL
- Good Morning Susie Soho (2000) Superstudio GUL
- Somewhere Else Before (U.S. compilation from From Gagarin's Point of View and Good Morning Susie Soho, 2001)
- Strange Place for Snow (2002) Superstudio GUL
- Seven Days of Falling (2003) Superstudio GUL
- Live JazzBaltica  (2003)
- Live in Stockholm (2003) DVD, recorded December 10, 2000 - including videos and an interview
- Viaticum (2005) Spamboolimbo
- Tuesday Wonderland (2006, Recorded and mixed by Åke Linton at Bohus Sound Recording Studios, Gothenburg, Sweden in March 2006)
- Il Volo del Jazz (2006) (Trío)
- Leucocyte (2008)

### Colaboraciones
También ha colaborado con varios músicos y artistas. Entre sus trabajos pueden destacarse varios 
álbumes en vinilo con Nicolai Dunger. E. Svensson ha grabado también otros destacados 
discos con el trombonista Nils Landgren.